# Якубов, Михаил Юрьевич
Михаил Юрьевич Якубов (16 февраля 1982, Барнаул, СССР) — российский хоккеист, центральный нападающий. Серебряный призёр чемпионата мира среди юниоров 2000 года.

## Биография
Начал карьеру в тольяттинской «Ладе».
В 2000 году на драфте НХЛ выбран клубом «Чикаго Блэкхокс», в 1 раунде, под общим номером 10.
В 2001 году уехал за океан, где играл в нескольких лигах и командах. Лучших достижений добился в АХЛ за «Норфолк Эдмиралс» (фарм-клуб «Тампа-Бэй Лайтнинг»), в котором набрал в 180 матчах 69 очков (28+41).
В сезоне 2005/06 возвращался в Россию в «Спартак», но затем снова уехал.
В сезоне 2006/07 вернулся окончательно, играл за «Северсталь» и снова «Спартак». В сезоне 2010/11 выступал за ханты-мансийскую «Югру».
3 мая 2011 года подписал двухлетний контракт с магнитогорским «Металлургом».

## Достижения
- Серебряный призёр чемпионата мира среди юниоров 2000 года;
- Выбран во вторую пятёрку сборной Востока Матча Всех Звёзд WHL сезона 2001-02;
- Выбран в команду новичком Матча Всех Звёзд CHL сезона 2001-02.

## Статистика
| Легенда | Легенда                    | Легенда | Легенда                   | Легенда | Легенда    |
| ------- | -------------------------- | ------- | ------------------------- | ------- | ---------- |
| И       | Количество проведённых игр | Штр     | Штрафное время            | +/−     | Плюс-минус |
| Г       | Голы                       | П       | Голевые передачи          | О       | Очки       |
| -       | Статистика неизвестна      | —       | Статистика не учитывалась |         |            |

### Клубная карьера
- a В этом сезоне в «Плей-офф» учитывается статистика игрока в Кубке Надежды.